# Hertig Jing av Qins grav
Hertig Jing av Qins grav eller (秦公一号大墓; 公一號大墓; Qíngōng yīhào dàmù) är ett gravkomplex för Hertig Jing av Qin (r. 577–537 f.Kr.) i Shaanxiprovinsen i Kina. Hertig Jing av Qin var regent över den kinesiska feodalstaten Qin under epoken Vår- och höstperioden från Östra Zhoudynastin. Hertig Jing av Qins grav är den största grav som är utgrävd i Kina. Graven finns i köpingen Nanzhihui  i Fengxiang härad, nära där staten Qins samtida huvudstad Yong låg. Graven upptäcktes 1976 och är en av de största kinesiska arkeologiska fynden under 1900-talet. Graven utmärker sig att vara mycket stor och djup. Den arkeologiska utgrävningen, som pågick i tio år, är en av de största i Kina. Graven innehåller bland annat 186 martyrer som efter självmord eller mord begravdes med hertigen. Hertig Jing av Qins grav är en föregångare till det betydligt mer kända Qin Shi Huangdis mausoleum, och hertig Jing introducerade användandet av stora begravningskomplex i Kina. Hertig Jing efterträddes efter sin död av Hertig Ai. I gravens närområde finns ytterligare nitton gravar tillhörande hertigar från riket Qin.

## Utförande
Gravens övergripande layout med en rektangulär gravgrop med dess östra och västra nerfart är utformade som det kinesiska tecknet "中". Den östra nerfarten är 156 meter lång och den västra är 85 meter och det totala gravområdet är 300 meter långt. Gravgropens öppning är 59 gånger 39 meter vid marknivån och gravkammaren i botten på gropen mäter 16 gånger 5.7 meter. Gravkammaren är 25.5 meter under marknivå Gravgropen är utformad som en uppochnervänd pyramid med tre avsatser på de fyra väggarna. I höjd med tredje avsatsen, på en nivå högre än gravkammaren, är en plattform för kistorna till de martyrbegravda. Närmast gravkammaren på plattformen finns 72 kistor för ämbetsmän. Bakom ämbetsmännens kistor finns 94 mindre kistor för artister och musiker. Det finns även 20 kistor som innehåller hantverkare som deltagit i uppförandet av graven, likt vad som hittats i Qin Shi Huangdis mausoleum. Storleken på hertigens kista, som är gjord av cederträ, är 7.3 gånger 5.6 meter och är byggd i tre lager. Graven består av fyra rum som sammanbinds med en korridor. De fyra rummen börjar med en reception för besökare följt av kistrum, sovrum och ett privat rum med hertigens konstsamling.

## Arkeologisk utgrävning
Utgrävningarna startade 1977 och pågick till 1986. Trots att graven har plundrats ett flertal gånger under Tangdynastin och Songdynastin har arkeologerna hittat en stor mängd artefakter, både av guld, jade och lackarbeten. En stenklockan som hittats i graven är den äldsta stenklockan med inskriptioner som hittats i Kina. På klockan finns mer än 180 tecken. Totalt har 3 500 arkeologiska artefakter grävts ut.
Utöver hertigen innehåller graven totalt 186 mänskliga offer Graven innehåller även hästvagnar och rester efter ungefär 200 hästar. Utgrävningen har även bidragit till kunskaperna om slavsamhället i västra Kina under 500-talet f.Kr.